# Partido Progressista (Rússia)
O Partido Progressista (russo: Прогрессивная партия, прогрессисты) foi um partido liberal russo criado em 1908 de um desmembramento do Partido Constitucional Democrata, ele tinha 28 deputados na Terceira Duma e nas eleições para a Quarta Duma o partido elegeu mais de quarenta. Os seus membros mais proeminentes eram Ivan Nikolaevich Efremov, Alexander Konovalov, e Pavel Ryabushinsky.
O Partido Progressista estava um pouco à direita do centro político, mas era mais progressista do que o Partido Outubrista, o segundo partido liberal após o Partido Democrata.
Em agosto de 1915, o partido se juntou ao bloco progressista, uma aliança de partidos conservadores moderados e liberais, como o Partido Democrata, a ala esquerda do Partido Outubrista, parte do Partido Nacionalista e o Partido do Centro.
O Bloco de Progressista, após a revolução de fevereiro de 1917, foi chamado pelo czar Nicolau II da Rússia para formar um governo, pois estes partidos gozavam da confiança do povo. Efremov e Konovalov fizeram parte do Governo Provisório.
Em julho de 1917, o Partido Progressista foi dissolvido e a maioria de seus membros se uniu ao Partido Democrata. Em julho do mesmo ano, Efremov foi escolhido como ministro da Saúde, só que naquela época já não era um membro do Partido Progressista, mas do Partido Democrata Radical.